# Neuburgia macroloba
Neuburgia macroloba là một loài thực vật thuộc họ Loganiaceae. Đây là loài đặc hữu của Fiji.